# 3175 Netto
3175 Netto је астероид главног астероидног појаса са средњом удаљеношћу од Сунца која износи 2,364 астрономских јединица (АЈ).
Апсолутна магнитуда астероида је 14,1.